# Wandalin-Widły
Wandalin-Widły – wieś w Polsce, w województwie lubelskim, w powiecie opolskim, w gminie Opole Lubelskie.
Do 31 grudnia 2024 miejscowość nazywała się Widły i była częścią wsi Wandalin.